# Zwemmen op de Paralympische Zomerspelen 1996
Op de Xe Paralympische Spelen die in 1996 werden gehouden in het Amerikaanse Atlanta was zwemmen een van de 19 sporten die werd beoefend.

## Evenementen
Er stonden tijdens deze spelen 153 evenementen op het programma 82 voor de mannen en 71 voor de vrouwen. De 200 m schoolslag stond tijdens deze spelen voor het laatst op het programma.
- 50 m ruslag
- 100 m ruslag

- 50 m schoolslag
- 100 m schoolslag
- 200 m schoolslag

- 50 m vlinderslag
- 100 m vlinderslag

- 50 m vrije slag
- 100 m vrije slag
- 200 m vrije slag
- 400 m vrije slag

- 150 m Wisselslag
- 200 m Wisselslag

## Mannen
| Rank | Land             | Tijd    |
| ---- | ---------------- | ------- |
| 1    | Verenigde Staten | 2:38.13 |
| 2    | Spanje           | 2:41.33 |
| 3    | China            | 2:42.02 |

| Rank | Land      | Tijd    |
| ---- | --------- | ------- |
| 1    | Duitsland | 4:08.50 |
| 2    | Australië | 4:12.11 |
| 3    | Spanje    | 4:14.36 |

| Rank | Land             | Tijd    |
| ---- | ---------------- | ------- |
| 1    | Verenigde Staten | 2:39.28 |
| 2    | China            | 2:46.35 |
| 3    | Spanje           | 2:50.27 |

| Rank | Land                | Tijd    |
| ---- | ------------------- | ------- |
| 1    | Duitsland           | 4:41.50 |
| 2    | Verenigd Koninkrijk | 4:41.62 |
| 3    | Nederland           | 4:46.06 |

### 50 m rugslag
| Klasse | Snelste tijd | Goud | Goud            | Zilver | Zilver          | Brons | Brons            |
| ------ | ------------ | ---- | --------------- | ------ | --------------- | ----- | ---------------- |
| S2     | 1:13.66      | GBR  | James Anderson  | POL    | Miroslaw Piesak | GBR   | Alan McGregor    |
| S3     | 56.21        | RUS  | Albert Bakaev   | FRA    | Claude Badie    | SWE   | Petter Edstrom   |
| S4     | 49.23        | ITA  | Luca Pancalli   | FRA    | Pierre Bellot   | USA   | Craig Laufenberg |
| S5     | 39.95        | HUN  | Zsolt Vereczkei | EGY    | Essam Attia     | FRA   | Pascal Pinard    |

### 100 m rugslag

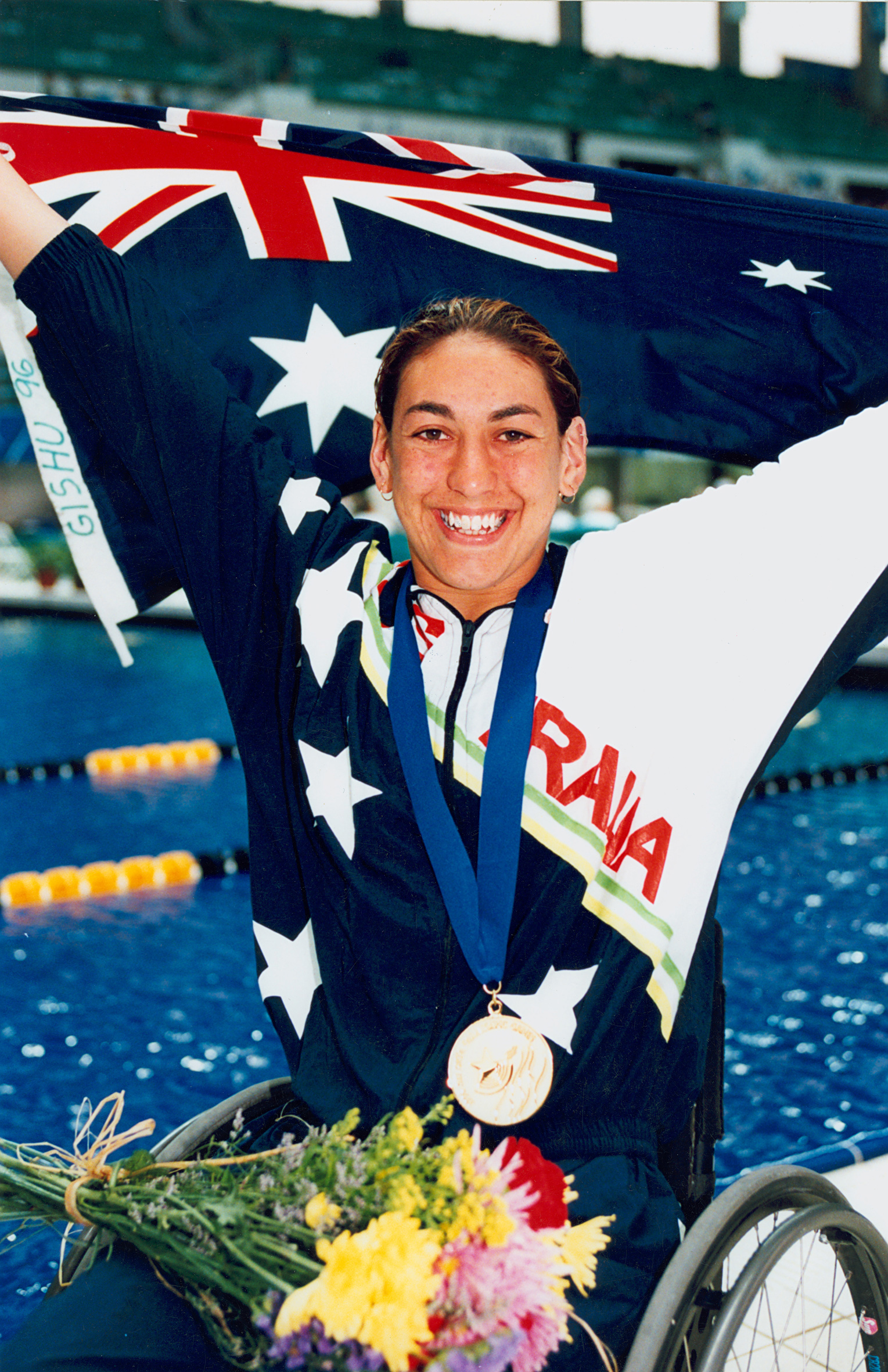
Priya Cooper

| Klasse | Snelste tijd | Goud | Goud               | Zilver | Zilver            | Brons | Brons             |
| ------ | ------------ | ---- | ------------------ | ------ | ----------------- | ----- | ----------------- |
| B1     | 1:09.92      | USA  | Daniel Kelly       | JPN    | Junichi Kawai     | ISL   | Birkir Gunnarsson |
| B2     | 1:07.29      | GBR  | Christopher Holmes | ESP    | Francisco Segarra | ISR   | Ziv Better        |
| B3     | 1:04.80      | CAN  | Walter Wu          | NOR    | Noel Pedersen     | NED   | Jurgen Lentink    |
| S6     | 1:21.12      | CHN  | Weiming Zhu        | USA    | Gregory Burns     | NZL   | Duane Kale        |
| S7     | 19.28        | FRA  | Eric Lindmann      | GBR    | Andrew Lindsay    | KOR   | Soo Bok Kim       |
| S8     | 1:11.06      | GER  | Holger Kimmig      | DEN    | Kasper Hansen     | GER   | Geert Jaehrig     |
| S9     | 1:08.23      | NOR  | Helge Bjoernstad   | IRL    | David Malone      | GER   | Detlef Schmidt    |
| S10    | 1:04.10      | NED  | Alwin de Groot     | GBR    | Marc Woods        | NED   | Jurjen Engelsman  |

### 50 m schoolslag
| Klasse | Snelste tijd | Goud | Goud               | Zilver | Zilver           | Brons | Brons        |
| ------ | ------------ | ---- | ------------------ | ------ | ---------------- | ----- | ------------ |
| SB2    | 1:03.59      | USA  | James Thompson     | YUG    | Nenad Krisanovic | SVK   | Andrej Zatko |
| SB3    | 50.07        | GER  | Christian Fritsche | DEN    | John Petersson   | CAN   | Garth Harris |

### 100 m schoolslag
| Klasse | Snelste tijd | Goud | Goud                | Zilver | Zilver           | Brons | Brons                |
| ------ | ------------ | ---- | ------------------- | ------ | ---------------- | ----- | -------------------- |
| B1     | 1:13.84      | DEN  | Christian Bundgaard | USA    | Daniel Kelly     | THA   | Panom Lagsanaprim    |
| B2     | 1:10.81      | AUS  | Kingsley Bugarin    | ESP    | Jose Arribas     | RUS   | Vitali Krylov        |
| B3     | 1:08.18      | NOR  | Noel Pedersen       | DEN    | Ivan Nielsen     | NED   | Jurgen Lentink       |
| SB4    | 1:42.20      | FRA  | Pascal Pinard       | ESP    | Ricardo Ten      | BRA   | Ivanildo Vasconcelos |
| SB5    | 1:31.50      | NED  | Kasper Engel        | RSA    | Tadhg Slattery   | USA   | Aaron Paulson        |
| SB6    | 1:31.78      | ESP  | Jesus Iglesias      | NZL    | Aaron Bidois     | GER   | Matthias Schlubeck   |
| SB7    | 1:25.92      | CHN  | Baoren Gong         | GBR    | Sascha Kindred   | NED   | Laurentius van Geel  |
| SB8    | 1:19.96      | NOR  | Rune Ulvang         | NOR    | Helge Bjoernstad | CHN   | Yongzhong Guo        |
| SB9    | 1:14.63      | NED  | Jurjen Engelsman    | NED    | Alwin de Groot   | RUS   | Sergey Bestuchev     |
| SB10   | 1:13.50      | GER  | Stefan Loeffler     | SWE    | Tomas Kjellqvist | GER   | Mario Kofler         |

### 200 m schoolslag
| Klasse | Snelste tijd | Goud | Goud             | Zilver | Zilver              | Brons | Brons          |
| ------ | ------------ | ---- | ---------------- | ------ | ------------------- | ----- | -------------- |
| B2     | 2:35.21      | AUS  | Kingsley Bugarin | DEN    | Christian Bundgaard | RUS   | Vitali Krylov  |
| B3     | 2:33.82      | NOR  | Noel Pedersen    | DEN    | Ivan Nielsen        | RUS   | Andrei Nefedov |

### 50 m vlinderslag
| Klasse | Snelste tijd | Goud | Goud                  | Zilver | Zilver             | Brons | Brons               |
| ------ | ------------ | ---- | --------------------- | ------ | ------------------ | ----- | ------------------- |
| S3     | 1:11.23      | SVK  | Andrej Zatko          | GBR    | Kenneth Cairns     | GRE   | Antonios Giapoutzis |
| S4     | 49.86        | ITA  | Luca Pancalli         | GER    | Christian Fritsche | DEN   | John Petersson      |
| S5     | 42.20        | USA  | Daniel Butler         | CHN    | Qiwen Mao          | FRA   | Pascal Pinard       |
| S6     | 34.37        | NZL  | Duane Kale            | CHN    | Kai Xia            | DEN   | Peter Lund Andersen |
| S7     | 33.78        | BRA  | Jose Arnulfo Medeiros | SUI    | Daniel Kunzi       | EGY   | Walid Abd Elkader   |

### 100 m vlinderslag
| Klasse | Snelste tijd | Goud | Goud             | Zilver | Zilver           | Brons | Brons              |
| ------ | ------------ | ---- | ---------------- | ------ | ---------------- | ----- | ------------------ |
| B2     | 1:06.42      | AUS  | Jeffrey Hardy    | AUS    | Kingsley Bugarin | USA   | Daniel Kelly       |
| B3     | 1:02.64      | CAN  | Walter Wu        | GBR    | Ian Sharpe       | DEN   | Ivan Nielsen       |
| S8     | 1:09.80      | GBR  | Giles Long       | DEN    | Emil Broendum    | RSA   | J. Terblanche      |
| S9     | 1:05.02      | ISL  | Olafur Eiriksson | RUS    | Aleksei Kapoura  | CAN   | Andrew Haley       |
| S10    | 1:02.44      | GBR  | Jody Cundy       | NED    | Alwin de Groot   | AUS   | Scott Brockenshire |

### 50 m vrije slag
| Klasse | Snelste tijd | Goud | Goud                | Zilver | Zilver             | Brons | Brons              |
| ------ | ------------ | ---- | ------------------- | ------ | ------------------ | ----- | ------------------ |
| B1     | 27.24        | JPN  | Junichi Kawai       | ISR    | Izhar Cohen        | USA   | Daniel Kelly       |
| B2     | 26.61        | GBR  | Christopher Holmes  | ESP    | Pablo Corral       | ISR   | Ziv Better         |
| B3     | 26.06        | RSA  | Ebert Kleynhans     | NOR    | Noel Pedersen      | CAN   | Walter Wu          |
| MH     | 26.18        | NED  | Alwin Houtsma       | AUS    | Grant Fitzpatrick  | RSA   | Craig Groenewald   |
| S2     | 1:14.59      | POL  | Miroslaw Peisak     | GBR    | James Anderson     | BRA   | Adriano Pereira    |
| S3     | 51.95        | PER  | Jaime Eulert        | RUS    | Albert Bakaev      | SWE   | Petter Edstrom     |
| S4     | 41.85        | ESP  | Ricardo Oribe       | ITA    | Luca Pancalli      | JPN   | Akinobu Aoki       |
| S5     | 37.52        | ESP  | Juan Fuertes        | GER    | Lars Lürig         | POL   | Krzysztof Sleczka  |
| S6     | 31.26        | DEN  | Peter Lund Andersen | NZL    | Duane Kale         | BRA   | Adriano Lima       |
| S7     | 30.81        | CAN  | Tony Alexander      | FRA    | Eric Lindmann      | ESP   | Jesus Iglesias     |
| S8     | 28.84        | DEN  | Emil Broendum       | GRE    | Konstantinos Fykas | GER   | Holger Kimmig      |
| S9     | 28.09        | AUS  | Brendan Burkett     | NED    | Rutger Sturkenboom | USA   | Luis Alicea        |
| S10    | 26.52        | NED  | Alwin de Groot      | GER    | Stefan Loeffler    | AUS   | Scott Brockenshire |

### 100 m vrije slag
| Klasse | Snelste tijd | Goud | Goud               | Zilver | Zilver              | Brons | Brons             |
| ------ | ------------ | ---- | ------------------ | ------ | ------------------- | ----- | ----------------- |
| B1     | 1:01.18      | JPN  | Junichi Kawai      | USA    | Daniel Kelly        | GBR   | Tim Reddish       |
| B2     | 58.42        | GBR  | Christopher Holmes | AUS    | Kingsley Bugarin    | ISR   | Ziv Better        |
| B3     | 57.63        | CAN  | Walter Wu          | RSA    | Ebert Kleynhans     | RUS   | Vladimir Tchesnov |
| MH     | 56.40        | NED  | Alwin Houtsma      | AUS    | Grant Fitzpatrick   | RSA   | Craig Groenewald  |
| S2     | 2:41.94      | GBR  | James Anderson     | GBR    | Alan McGregor       | BRA   | Adriano Pereira   |
| S3     | 1:59.21      | SWE  | Petter Edstrom     | ISL    | Palmar Gudmundsson  | BRA   | Genezi Andrade    |
| S4     | 1:31.35      | ESP  | Ricardo Oribe      | ITA    | Luca Pancalli       | DEN   | John Petersson    |
| S4     | 1:31.35      | ESP  | Ricardo Oribe      | ITA    | Luca Pancalli       | JPN   | Akinobu Aoki      |
| S5     | 1:21.61      | ESP  | Juan Fuertes       | GER    | Lars Lürig          | POL   | Krzysztof Sleczka |
| S6     | 1:08.45      | NZL  | Duane Kale         | DEN    | Peter Lund Andersen | SLO   | Danijel Pavlinec  |
| S7     | 1:07.13      | FRA  | Eric Lindmann      | CAN    | Tony Alexander      | UKR   | Yuriy Andryushin  |
| S8     | 1:03.87      | DEN  | Emil Broendum      | GER    | Holger Kimmig       | DEN   | Kasper Hansen     |
| S9     | 1:01.04      | USA  | Luis Alicea        | NED    | Rutger Sturkenboom  | ISL   | Olafur Eiriksson  |
| S10    | 57.26        | NED  | Alwin de Groot     | GER    | Stefan Loeffler     | NED   | Jurjen Engelsman  |

### 200 m vrije slag
| Klasse | Snelste tijd | Goud | Goud               | Zilver | Zilver              | Brons | Brons             |
| ------ | ------------ | ---- | ------------------ | ------ | ------------------- | ----- | ----------------- |
| S3     | 4:10.17      | ISL  | Palmar Gudmundsson | SWE    | Petter Edstrom      | BRA   | Genezi Andrade    |
| S4     | 3:11.00      | ESP  | Ricardo Oribe      | ITA    | Luca Pancalli       | USA   | James Thompson    |
| S5     | 2:54.31      | GER  | Lars Lürig         | ESP    | Juan Fuertes        | POL   | Krzysztof Sleczka |
| S6     | 2:28.33      | NZL  | Duane Kale         | DEN    | Peter Lund Andersen | SLO   | Danijel Pavlinec  |

### 400 m vrije slag
| Klasse | Snelste tijd | Goud | Goud            | Zilver | Zilver            | Brons | Brons            |
| ------ | ------------ | ---- | --------------- | ------ | ----------------- | ----- | ---------------- |
| B2     | 4:33.85      | AUS  | Jeffrey Hardy   | ESP    | Francisco Segarra | AUS   | Kingsley Bugarin |
| B3     | 4:21.08      | CAN  | Walter Wu       | DEN    | Ivan Nielsen      | GBR   | Christopher Fox  |
| S7     | 5:04.86      | FRA  | Eric Lindmann   | BEL    | Sebastian Xhrouet | FRA   | Frederic Delpy   |
| S8     | 4:49.87      | USA  | Jason Wening    | GER    | Holger Kimmig     | DEN   | Emil Broendum    |
| S9     | 4:34.04      | ESP  | Enrique Tornero | USA    | Luis Alicea       | CAN   | Andrew Haley     |
| S10    | 4:26.55      | NED  | Alwin de Groot  | GER    | Stefan Loeffler   | GBR   | Marc Woods       |

### 150 m wisselslag
| Klasse | Snelste tijd | Goud | Goud           | Zilver | Zilver            | Brons | Brons               |
| ------ | ------------ | ---- | -------------- | ------ | ----------------- | ----- | ------------------- |
| SM3    | 3:30.54      | SWE  | Petter Edstrom | BRA    | Genezi Andrade    | NOR   | Stig Morten Sandvik |
| SM4    | 2:38.64      | ESP  | Javier Torres  | POL    | Krzyzstof Sleczka | DEN   | John Petersson      |

### 200 m wisselslag
| Klasse | Snelste tijd | Goud | Goud                | Zilver | Zilver             | Brons | Brons               |
| ------ | ------------ | ---- | ------------------- | ------ | ------------------ | ----- | ------------------- |
| B1     | 2:30.94      | USA  | Daniel Kelly        | GBR    | Tim Reddish        | JPN   | Junichi Kawai       |
| B2     | 2:22.45      | AUS  | Kingsley Bugarin    | GBR    | Christopher Holmes | AUS   | Jeffrey Hardy       |
| B3     | 2:20.68      | CAN  | Walter Wu           | NOR    | Noel Pedersen      | DEN   | Flemming Berthelsen |
| SM5    | 3:13.90      | POL  | Arkadiusz Pawlowski | FRA    | Pascal Pinard      | DEN   | Peter Lund Andersen |
| SM6    | 2:58.80      | NZL  | Duane Kale          | BEL    | Sebastian Xhrouet  | GER   | Thomas Grimm        |
| SM7    | 2:52.05      | FRA  | Eric Lindmann       | SWE    | Simon Ahlstad      | BRA   | Gledson Soares      |
| SM8    | 2:40.83      | RSA  | J. Terblanche       | GER    | Holger Kimmig      | GBR   | Giles Long          |
| SM9    | 2:30.55      | NOR  | Helge Bjoernstad    | NED    | Rutger Sturkenboom | ISL   | Olafur Eiriksson    |
| SM10   | 2:19.75      | NED  | Alwin de Groot      | NED    | Jurjen Engelsman   | GER   | Stefan Loeffler     |

## Vrouwen
| Rank | Land                | Tijd    |
| ---- | ------------------- | ------- |
| 1    | Verenigd Koninkrijk | 2:52.36 |
| 2    | Frankrijk           | 2:53.55 |
| 3    | Verenigde Staten    | 3:08.27 |

| Rank | Land                | Tijd    |
| ---- | ------------------- | ------- |
| 1    | Duitsland           | 4:33.52 |
| 2    | Verenigd Koninkrijk | 4:49.65 |
| 3    | Verenigde Staten    | 4:57.32 |

| Rank | Land             | Tijd    |
| ---- | ---------------- | ------- |
| 1    | Australië        | 4:54.65 |
| 2    | Verenigde Staten | 4:47.87 |
| 3    | Duitsland        | 4:49.63 |

| Rank | Land                | Tijd    |
| ---- | ------------------- | ------- |
| 1    | Hongarije           | 3:22.65 |
| 2    | Verenigde Staten    | 3:27.99 |
| 3    | Verenigd Koninkrijk | 3:28.60 |

| Rank | Land             | Tijd    |
| ---- | ---------------- | ------- |
| 1    | Duitsland        | 5:11.58 |
| 2    | Verenigde Staten | 5:29.71 |
| 3    | Spanje           | 5:37.55 |

| Rank | Land             | Tijd    |
| ---- | ---------------- | ------- |
| 1    | Verenigde Staten | 5:27.46 |
| 2    | Duitsland        | 5:28.39 |
| 3    | Spanje           | 5:30.27 |

### 50 m rugslag
| Klasse | Snelste tijd | Goud | Goud              | Zilver | Zilver         | Brons | Brons            |
| ------ | ------------ | ---- | ----------------- | ------ | -------------- | ----- | ---------------- |
| S2     | 1:30.89      | ESP  | Sara Carracelas   | IRL    | Mairead Berry  | ARG   | Betiana Basualdo |
| S3     | 1:02.82      | ESP  | Aranzazu Gonzalez | POR    | Susana Barroso | GER   | Annke Conradi    |
| S4     | 51.48        | GER  | Kay Espenhayn     | JPN    | Mayumi Narita  | DEN   | Karen Breumsoe   |
| S5     | 45.86        | FRA  | Béatrice Hess     | FRA    | Corinne D'Urzo | GBR   | Jane Stidever    |

### 100 m rugslag
| Klasse | Snelste tijd | Goud | Goud                  | Zilver | Zilver                 | Brons | Brons                 |
| ------ | ------------ | ---- | --------------------- | ------ | ---------------------- | ----- | --------------------- |
| B1     | 1:24.68      | ESP  | Raquel Saavedra       | FIN    | Eeva Riitta Fingerroos | CHN   | Qiming Dong           |
| B2     | 1:15.43      | USA  | Trischa Zorn          | EST    | Marge Kõrkjas          | ESP   | Ana Garcia-Arcicollar |
| B3     | 1:09.28      | GER  | Yvonne Hopf           | CAN    | Marie Claire Ross      | USA   | Elizabeth Scott       |
| S6     | 1:37.96      | NZL  | Jennifer Newstead     | BUL    | Polina Dzhurova        | CHN   | Xiangrong Zhou        |
| S7     | 1:26.41      | ISL  | Kristin Hakonardottir | NOR    | Eva Nesheim            | CAN   | Elisabeth Walker      |
| S8     | 1:23.43      | AUS  | Priya Cooper          | ESP    | Silvia Vives           | AUS   | Janelle Falzon        |
| S9     | 1:18.13      | NED  | Jacqueline Nannenberg | POL    | Katarzyna Michalczyk   | AUS   | Melissa Carlton       |
| S10    | 1:15.74      | GBR  | Sarah Bailey          | USA    | Karen Norris           | AUS   | Judith Young          |

### 50 m schoolslag
| Klasse | Snelste tijd | Goud | Goud            | Zilver | Zilver           | Brons | Brons         |
| ------ | ------------ | ---- | --------------- | ------ | ---------------- | ----- | ------------- |
| SB3    | 54.21        | JPN  | Noriko Kajiwara | GBR    | Margaret McEleny | GER   | Kay Espenhayn |

### 100 m schoolslag
| Klasse | Snelste tijd | Goud | Goud                  | Zilver | Zilver            | Brons | Brons                  |
| ------ | ------------ | ---- | --------------------- | ------ | ----------------- | ----- | ---------------------- |
| B2     | 1:31.00      | BEL  | Carine van Puyvelde   | GBR    | Elaine Barrett    | USA   | Trischa Zorn           |
| B3     | 1:20.45      | CAN  | Marie Claire Ross     | GER    | Daniela Henke     | USA   | Elizabeth Scott        |
| SB4    | 1:55.49      | NZL  | Jennifer Newstead     | SWE    | Sara Olofsson     | SWE   | Maria Vikgren          |
| SB5    | 1:53.48      | USA  | Camille Waddell       | NOR    | Eva Nesheim       | HUN   | Gitta Raczko           |
| SB6    | 1:56.65      | POL  | Malgorzata Okupniak   | POL    | Edyta Okoczuk     | NED   | Gerda Lampers          |
| SB7    | 1:39.34      | ISL  | Kristin Hakonardottir | GER    | Beate Schretzmann | NED   | Petra Reuvekamp        |
| SB8    | 1:38.10      | CHN  | Tieyin Shi            | ESP    | Laura Tramuns     | NED   | Syreeta van Amelsvoort |
| SB9    | 1:25.84      | CZE  | Katerina Coufalova    | USA    | Joyce Luncher     | ESP   | Begona Reina           |
| SB10   | 1:26.97      | GBR  | Sarah Bailey          | AUS    | Judith Young      | DEN   | Ricka Stenger          |

### 200 m schoolslag
| Klasse | Snelste tijd | Goud | Goud                | Zilver | Zilver         | Brons | Brons                 |
| ------ | ------------ | ---- | ------------------- | ------ | -------------- | ----- | --------------------- |
| B2     | 3:17.28      | BEL  | Carine van Puyvelde | GBR    | Elaine Barrett | ESP   | Ana Garcia-Arcicollar |

### 50 m vlinderslag
| Klasse | Snelste tijd | Goud | Goud          | Zilver | Zilver             | Brons | Brons               |
| ------ | ------------ | ---- | ------------- | ------ | ------------------ | ----- | ------------------- |
| S5     | 47.35        | FRA  | Béatrice Hess | HUN    | Monika Jaromi      | HUN   | Katalin Engelhardt  |
| S6     | 49.11        | GER  | Maria Goetze  | GER    | Beate Schretzmann  | AUS   | Elizabeth Wright    |
| S7     | 41.55        | NOR  | Eva Nesheim   | SVK    | Margita Prokeinova | POL   | Malgorzata Okupniak |

### 100 m vlinderslag
| Klasse | Snelste tijd | Goud | Goud                   | Zilver | Zilver                 | Brons | Brons             |
| ------ | ------------ | ---- | ---------------------- | ------ | ---------------------- | ----- | ----------------- |
| B1     | 1:27.53      | AUS  | Tracey Cross           | FIN    | Eeva Riitta Fingerroos | GBR   | Janice Burton     |
| B3     | 1:06.58      | USA  | Elizabeth Scott        | GER    | Daniela Henke          | CAN   | Marie Claire Ross |
| S8     | 1:25.71      | NED  | Syreeta van Amelsvoort | ESP    | Silvia Vives           | AUS   | Priya Cooper      |
| S9     | 1:14.40      | USA  | Joyce Luncher          | AUS    | Melissa Carlton        | ITA   | Marina Tozzini    |
| S10    | 1:08.88      | AUS  | Gemma Dashwood         | AUS    | Judith Young           | ESP   | Ana Bernardo      |

### 50 m vrije slag
| Klasse | Snelste tijd | Goud | Goud              | Zilver | Zilver           | Brons | Brons                   |
| ------ | ------------ | ---- | ----------------- | ------ | ---------------- | ----- | ----------------------- |
| B1     | 33.02        | SWE  | Eila Nilsson      | AUS    | Tracey Cross     | GBR   | Janice Burton           |
| B2     | 29.90        | EST  | Marge Kõrkjas     | USA    | Trischa Zorn     | ESP   | Maria Angeles Fernandez |
| B3     | 27.38        | GER  | Yvonne Hopf       | GER    | Daniela Henke    | CAN   | Marie Claire Ross       |
| MH     | 31.73        | GBR  | Tracy Wiscombe    | EST    | Eela Kokk        | ISL   | Sigrun Hrafnsdottir     |
| S2     | 1:29.77      | ESP  | Sara Carracelas   | ARG    | Betiana Basualdo | GBR   | Victoria Broadribb      |
| S3     | 1:05.56      | ESP  | Aranzazu Gonzalez | POR    | Susana Barroso   | GER   | Annke Conradi           |
| S4     | 44.47        | JPN  | Mayumi Narita     | GER    | Kay Espenhayn    | DEN   | Karen Breumsoe          |
| S5     | 39.47        | FRA  | Béatrice Hess     | UKR    | Olena Akopyan    | GBR   | Margaret McEleny        |
| S6     | 36.73        | FRA  | Ludivine Loiseau  | GBR    | Jeanette Esling  | AUS   | Karni Liddell           |
| S7     | 36.85        | GER  | Daniela Pohl      | AUS    | Tracey Oliver    | SVK   | Margita Prokeinova      |
| S8     | 33.03        | DEN  | Pernille Thomsen  | AUS    | Priya Cooper     | USA   | Brenda Levy             |
| S9     | 31.36        | USA  | Joyce Luncher     | BEL    | Sabrina Bellavia | DEN   | Ricka Stenger           |
| S10    | 29.90        | GER  | Claudia Hengst    | AUS    | Judith Young     | RSA   | Elizabeth Prinsloo      |

### 100 m vrije slag
| Klasse | Snelste tijd | Goud | Goud              | Zilver | Zilver                  | Brons | Brons                  |
| ------ | ------------ | ---- | ----------------- | ------ | ----------------------- | ----- | ---------------------- |
| B1     | 1:16.21      | SWE  | Eila Nilsson      | GER    | Daniela Roehle          | FIN   | Eeva Riitta Fingerroos |
| B2     | 1:07.43      | EST  | Marge Kõrkjas     | ESP    | Maria Angeles Fernandez | USA   | Trischa Zorn           |
| B3     | 59.88        | GER  | Yvonne Hopf       | GER    | Daniela Henke           | CAN   | Marie Claire Ross      |
| MH     | 1:05.31      | GBR  | Tracy Wiscombe    | AUS    | Carla Sullivan          | AUS   | Petrea Barker          |
| S2     | 3:09.00      | ARG  | Betiana Basualdo  | ARG    | Alejandra Perezlindo    | ESP   | Sara Carracelas        |
| S3     | 2:16.03      | ESP  | Aranzazu Gonzalez | GER    | Annke Conradi           | POR   | Susana Barroso         |
| S4     | 1:36.23      | JPN  | Mayumi Narita     | GER    | Kay Espenhayn           | USA   | Aimee Bruder           |
| S5     | 1:23.84      | FRA  | Béatrice Hess     | UKR    | Olena Akopyan           | GBR   | Margaret McEleny       |
| S6     | 1:23.63      | GBR  | Jeanette Esling   | FRA    | Ludivine Loiseau        | NZL   | Jennifer Newstead      |
| S7     | 1:19.76      | GER  | Daniela Pohl      | ESP    | Mireia Riera            | ISL   | Kristin Hakonardottir  |
| S8     | 1:12.08      | AUS  | Priya Cooper      | DEN    | Pernille Thomsen        | NED   | Petra Reuvekamp        |
| S9     | 1:08.16      | USA  | Joyce Luncher     | AUS    | Melissa Carlton         | BEL   | Sabrina Bellavia       |
| S10    | 1:04.68      | GER  | Claudia Hengst    | AUS    | Gemma Dashwood          | GBR   | Sarah Bailey           |

### 200 m vrije slag
| Klasse | Snelste tijd | Goud | Goud              | Zilver | Zilver           | Brons | Brons            |
| ------ | ------------ | ---- | ----------------- | ------ | ---------------- | ----- | ---------------- |
| S4     | 3:21.82      | GER  | Kay Espenhayn     | JPN    | Mayumi Narita    | USA   | Aimee Bruder     |
| S5     | 3:01.18      | FRA  | Béatrice Hess     | UKR    | Olena Akopyan    | GBR   | Margaret McEleny |
| S6     | 2:55.15      | NZL  | Jennifer Newstead | FRA    | Ludivine Loiseau | GBR   | Jeanette Esling  |

### 400 m vrije slag
| Klasse | Snelste tijd | Goud | Goud               | Zilver | Zilver          | Brons | Brons                   |
| ------ | ------------ | ---- | ------------------ | ------ | --------------- | ----- | ----------------------- |
| B2     | 5:11.32      | GBR  | Melanie Easter     | USA    | Trischa Zorn    | ESP   | Maria Angeles Fernandez |
| S7     | 5:59.82      | CAN  | Rebeccah Bornemann | USA    | Julie Wolfe     | ESP   | Mireia Riera            |
| S8     | 5:11.47      | AUS  | Priya Cooper       | NED    | Petra Reuvekamp | AUS   | Janelle Falzon          |
| S9     | 5:01.22      | AUS  | Melissa Carlton    | ITA    | Marina Tozzini  | BEL   | Sabrina Bellavia        |
| S10    | 4:40.94      | AUS  | Gemma Dashwood     | GBR    | Sarah Bailey    | GER   | Claudia Hengst          |

### 150 m wisselslag
| Klasse | Snelste tijd | Goud | Goud          | Zilver | Zilver           | Brons | Brons         |
| ------ | ------------ | ---- | ------------- | ------ | ---------------- | ----- | ------------- |
| SM4    | 3:00.39      | GER  | Kay Espenhayn | GBR    | Margaret McEleny | JPN   | Mayumi Narita |

### 200 m wisselslag
| Klasse | Snelste tijd | Goud | Goud                  | Zilver | Zilver                  | Brons | Brons                  |
| ------ | ------------ | ---- | --------------------- | ------ | ----------------------- | ----- | ---------------------- |
| B1     | 3:07.76      | AUS  | Tracey Cross          | GER    | Daniela Roehle          | FIN   | Eeva Riitta Fingerroos |
| B2     | 2:47.99      | USA  | Trischa Zorn          | ESP    | Maria Angeles Fernandez | GER   | Birgit Beeker          |
| B3     | 2:31.86      | CAN  | Marie Claire Ross     | GER    | Yvonne Hopf             | USA   | Elizabeth Scott        |
| SM5    | 3:35.94      | FRA  | Béatrice Hess         | NZL    | Jennifer Newstead       | HUN   | Katalin Engelhardt     |
| SM6    | 3:24.87      | NOR  | Eva Nesheim           | GER    | Maria Goetze            | FRA   | Ludivine Loiseau       |
| SM7    | 3:15.16      | ISL  | Kristin Hakonardottir | POL    | Malgorzata Okupniak     | FRA   | Hadda Guerchouche      |
| SM8    | 3:05.32      | AUS  | Priya Cooper          | NED    | Syreeta van Amelsvoort  | ESP   | Silvia Vives           |
| SM9    | 2:49.60      | GBR  | Emily Jennings        | USA    | Joyce Luncher           | DEN   | Ricka Stenger          |
| SM10   | 2:38.38      | GBR  | Sarah Bailey          | AUS    | Gemma Dashwood          | GER   | Claudia Hengst         |

## Medaillespiegel
| Rang | Land | Goud | Zilver | Brons | Totaal |
| ---- | ---- | ---- | ------ | ----- | ------ |
| 1    | GER  | 19   | 23     | 14    | 56     |
| 2    | GBR  | 16   | 17     | 15    | 48     |
| 3    | AUS  | 16   | 16     | 12    | 44     |
| 4    | USA  | 16   | 13     | 16    | 45     |
| 5    | ESP  | 14   | 13     | 14    | 41     |
| 6    | FRA  | 12   | 8      | 5     | 25     |
| 7    | NED  | 11   | 8      | 10    | 29     |
| 8    | CAN  | 9    | 2      | 8     | 19     |
| 9    | NOR  | 7    | 6      | 1     | 14     |
| 10   | NZL  | 7    | 3      | 2     | 12     |

Atletiek · Bankdrukken · Basketbal · Boogschieten · Boccia · CP-voetbal · Goalball · Judo · Koersbal · Paardensport · Schermen · Schietsport · Tafeltennis · Tennis · Volleybal · Wielersport · Zeilen · Zwemmen
Rome 1960 ·
Tokio 1964 ·
Tel Aviv 1968 ·
Heidelberg 1972 ·
Toronto 1976 ·
Arnhem 1980 ·
New York & Stoke Mandeville 1984 ·
Seoel 1988 ·
Barcelona 1992 ·
Atlanta 1996 ·
Sydney 2000 ·
Athene 2004 ·
Peking 2008 ·
Londen 2012 ·
Rio de Janeiro 2016 ·
Tokio 2020 ·
Parijs 2024 ·
Los Angeles 2028